# خدمة البث الخاصة (أستراليا)
الخدمة البث الخاصة ( SBS ) هي مذيع أسترالي للخدمة العامة ممول مختلطًا. حوالي 80 بالمائة من تمويل الشركة مستمد من الحكومة الأسترالية. تدير SBS ست قنوات تلفزيونية ( SBS و SBS Viceland و SBS World Movies و SBS Food و NITV و SBS WorldWatch ) وسبع شبكات إذاعية (SBS Radios 1 و 2 و 3 و Arabic24 و SBS Chill و SBS PopDesi و SBS PopAsia ).
هوSBS Online هي موطن لخدمة بث الفيديو عند الطلب SBS . الغرض المعلن من SBS هو "توفير خدمات إذاعية وتليفزيونية متعددة اللغات ومتعددة الثقافات تقوم بإعلام وتثقيف وترفيه جميع الأستراليين ، وبذلك تعكس المجتمع الأسترالي متعدد الثقافات".  SBS هي واحدة من خمس شبكات رئيسية مجانية في أستراليا.

## خدمات

### التلفاز
بغض النظر عن الولاية أو الإقليم ، تستخدم خدمات SBS التلفزيونية دائمًا إشارة النداء "SBS". في 14 ديسمبر 2006 ، أعلنت SBS نيتها التغيير إلى 720p كمعيار نقل عالي الوضوح لـ SBS HD .  قامت SBS سابقًا بتحويل محتوى SBS عالي الوضوح المجدول إلى معيار 576p . في 5 يونيو 2012 ، قامت SBS بترقية تنسيق HD الخاص بها من 720p إلى 1080i . 
| LCN | خدمة               | ملحوظات |
| --- | ------------------ | --- |
| 3   | SBS                | كان يُعرف سابقًا باسم SBS ONE. القناة التناظرية الأصلية ( البث المتزامن حتى ASO الأخير)                                                                |
| 30  | SBS HD             | 1080i البث المتزامن لـ SBS |
| 31  | SBS Viceland HD    | الشباب الديموغرافي ، المعروف سابقًا باسم SBS TWO. HD فقط                                                                                              |
| 32  | أفلام SBS العالمية | قناة أفلام مخصصة للأفلام الأسترالية والعالمية. HD فقط                                                                                                |
| 33  | طعام SBS           | قناة الطعام والطهي ، المعروفة سابقًا باسم SBS Food Network                                                                                            |
| 34  | NITV               | التلفزيون الوطني للسكان الأصليين |
| 35  | SBS WorldWatch     | قناة تلفزيونية مخصصة مجانية على الهواء تقدم نشرات إخبارية محلية متعددة اللغات بأكثر من 30 لغة بالإضافة إلى نشرتين محليتين باللغتين الصينية والعربية. |

### مذياع
تبث إذاعة SBS في 74 لغة في جميع الولايات الأسترالية ، وتنتج ما يقدر بنحو 13500 ساعة من البرامج الأسترالية لتردداتها في سيدني وملبورن وكذلك لشبكتها الوطنية. مثل SBS TV ، تتلقى إذاعة SBS تمويلًا من مزيج من المنح الحكومية وحملات المعلومات الحكومية المدفوعة والإعلانات التجارية.  قامت إذاعة SBS ببث كأس الأمم الأوروبية UEFA 2008 في النمسا وسويسرا.
|                                         | خدمة          | ملحوظات |
| --------------------------------------- | ------------- | --- |
| التناظرية مع </br> البث الرقمي المتزامن | راديو SBS 1   | البث الأصلي لراديو SBS 1 (عادة على النطاق VHF II)                                                                        |
| التناظرية مع </br> البث الرقمي المتزامن | راديو SBS 2   | البث الأصلي لراديو SBS 2 (عادةً على MF ) [lower-alpha 1]                                                                  |
| رقمي فقط                                | راديو SBS 3   | بدأ في أبريل 2013. يبث راديو 3 أفضل تغطية للفعاليات الخاصة لقناة BBC World Service و SBS بما في ذلك كأس العالم 2014 FIFA |
| رقمي فقط                                | اس بي اس تشيل | SBS Chill "يوفر استراحة موسيقية من ضغوط العمل ، والاندفاع الذي يمثل الحياة اليومية وكل تعقيدات عالمك".                   |
| رقمي فقط                                | SBS Arabic24  | برمجة باللغة العربية 24 ساعة في اليوم.                                                                                   |
| رقمي فقط                                | SBS PopAsia   | موسيقى البوب الآسيوية بلغات الماندرين والكانتونية واليابانية والكورية وغيرها.                                            |
| رقمي فقط                                | SBS PopDesi   | بوليوود ، Bhangra و Desi موسيقى البوب.                                                                                   |

## ملحوظات
1. ↑  Different areas receive different programming, but they all for the most part follow the programming of a selected city's SBS service.